# Dondergans

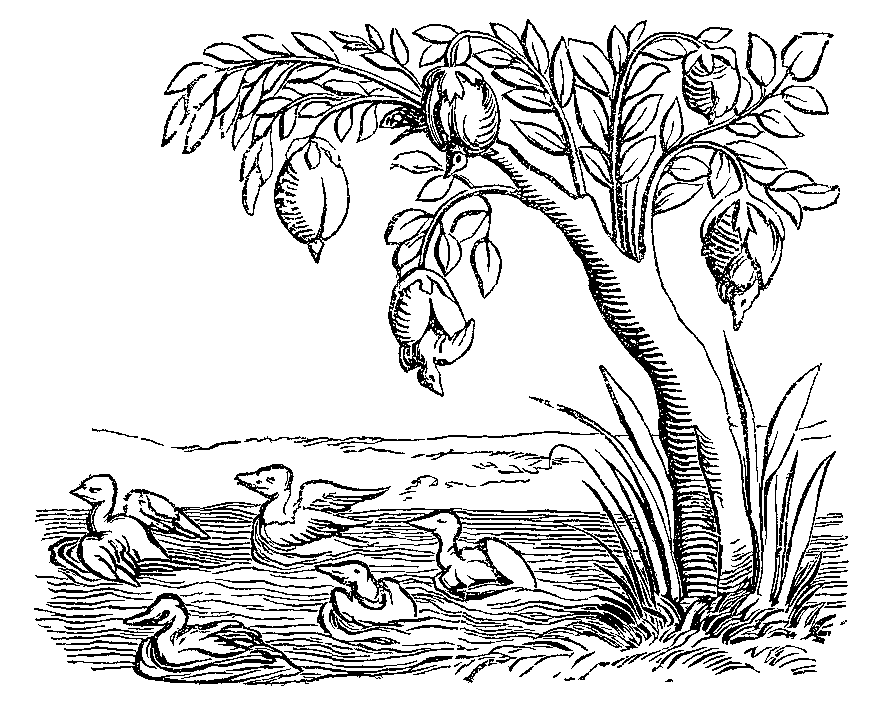
Hier is te zien hoe kuikens van watervogels uit eendenmossels voortkomen (Afbeelding van houtsnede uit boek uit 1552 "Cosmographie Universelle").

Met de dondergans wordt eigenlijk de brandgans (en mogelijk ook de rotgans) bedoeld, maar in het verleden werd gedacht dat dit dier een fabelachtige afkomst had. Het dier zou uit nat hout of vruchtdragende bomen geboren worden. Deze conclusie werd getrokken uit het feit dat niemand ooit een nest van dit dier had gevonden. De volwassen gans heeft zwarte poten, een zwarte snavel en zwarte en witte veren. De ontstaanswijze van dit fabeldier lijkt op die van het plantenlam van Tartary; de barometz.
Op een winderig eiland bij Lancashire, Engeland, is het strand bezaaid met wrakhout en afgebroken takken; aan dit rottende hout hangen duizenden mosselachtige schelpen (eendenmossels). In sommige van deze schelpen zouden zachte veren ballen leven, gevoed door zeewater en houtsap. Soms steken er kleine pootjes met vliezen uit de open schelpen, evenals volledig gevormde gansjes, die aan hun snavel hangen. Als ze op de grond vallen, haasten ze zich naar het water. Op het strand zou men ook bomen met pompoenachtige vruchten langs de waterkant vinden. Als die opengaan, komt er een dondergans uit, ook hangend aan zijn snavel. Een gansje dat op het land valt, sterft. Valt het in de zee, dan zwemt het ongedeerd weg.
Dit verhaal over de relatie van de gans met de eendenmossel is ook te vinden in "De Nederlandse vogelnamen en hun betekenis".
Deze gans broedt in arctische streken die in Europa (nog) niet gekend werden. Er was dus niets bekend over de voortplanting van de rot- en brandgans. Deze vogelsoorten waren sinds 1200 onderwerp van wetenschappelijke discussies. Paus Innocentius III vond dat het dier uit sterfelijk vlees was geboren, en verbood het eten ervan tijdens het vasten; de dondergans werd in die tijd vaak tijdens het vasten genuttigd. Ook andere autoriteiten waren er al van overtuigd dat de vogels gewoon uit eieren kwamen.
In 1803 kreeg de brandgans zijn wetenschappelijke naam Anas leucopsis. Toen was al bekend dat de vogel rondom de noordpool broedde.